# Pierre des redevances
La pierre des redevances est un monolithe protégé par les monuments historiques et situé à Mouthe dans le Haut-Doubs en Franche-Comté. Il s'agit d'une pierre à dîme.

## Localisation
La pierre est située au centre du village de Mouthe, à proximité de l'église de l'Assomption de Mouthe.

## Histoire
Au Moyen Âge, les sujets du seigneur local venaient y payer la dîme, due au prieuré de Mouthe
La pierre des redevances est inscrite au titre des monuments historiques depuis le 20 novembre 1931.

## Description
Les dimensions de la pierre sont de un mètre sur un mètre.